# Notes from the Underground
Notes from the Underground – trzeci album studyjny stworzony przez amerykańską grupę Hollywood Undead. Album miał zostać wydany w lecie 2012, ostatecznie Notes From The Underground został wydany 8 stycznia 2013 w Stanach Zjednoczonych i Kanadzie. Album zdobył 2 miejsce w Billboard 200 i sprzedał się w 53 000 kopiach pierwszego tygodnia. Dla przykładu album American Tragedy osiągnął wynik 63 000 sprzedanych kopii w pierwszym tygodniu. Album został ogólnie dobrze odebrany przez słuchaczy.
Od czasu wydania, album sprzedał się w 134 000 kopiach w Stanach Zjednoczonych (stan na 8 listopada 2013).

## Historia
Po trasie koncertowej World War III tour członek zespołu Charlie Scene powiedział iż zaczną prace nad trzecim albumem w listopadzie 2011, powiedział on także że kapela będzie pisać i nagrywać dema piosenek podczas trasy koncertowej Buried Alive Tour z Avenged Sevenfold i że rozpoczną nagrywanie po zakończeniu trasy koncertowej. Powiedział także że album będzie bardziej przypominał Swan Songs niż American Tragedy. Zostało potwierdzone że członek zespołu Charlie Scene będzie zajmował się chórem zamiast bycia czołowym wokalistą, Danny, w piosence Rain zajmie się rapowaniem wraz z Johnnym 3 Tears. Podczas wywiadu z Kevenem Skinnerem Charlie Scene powiedział, że ich maski ulegną zmianie tak samo jak w poprzednich albumach, dodał także że album ukaże się wcześniej niż American Tragedy i przewiduje że album ukaże się w lecie 2012.
19 października kapela wydała piosenkę "Dead Bite" z nowego albumu do darmowego pobrania.
29 października został wydany singiel "We Are". W wywiadzie z J-Dog, i Da Kurlzz powiedzieli że ten album przypomina im początki Hollywood Undead, oraz jak dużo zabawy mieli podczas nagrywania tego albumu. Powiedziane zostało także że album zostanie wydany 8 stycznia 2013 roku.

## Single oraz promocja
19 października kapela ogłosiła trasę koncertową o nazwie The Underground Tour która ma promować ich najnowszy album Notes From The Underground. W tym czasie został wydany film promujący ich trasę.
29 października został wydany singiel We Are na iTunes wraz z filmem na ich oficjalnym kanale Youtube. Teledysk piosenki We Are został wydany 19 grudnia i wyreżyserowany przez członka zespołu Slipknot - Shawna Crahana. Piosenka z albumu pt. Another Way Out została użyta jako oficjalna piosenka najnowszej gali pay-per-view federacji WWE o nazwie "Payback". Teledysk do piosenki "Dead Bite" został wydany 20 sierpnia 2013.

## Lista piosenek
| 1.  | "Dead Bite"                             | 3:38    |
|     |                                         |         |
| 2.  | "From the ground"                       | 3:45    |
|     |                                         |         |
| 3.  | "Another Way Out"                       | 2:47    |
|     |                                         |         |
| 4.  | "Lion"                                  | 3:54    |
|     |                                         |         |
| 5.  | "We Are"                                | 4:34    |
|     |                                         |         |
| 6.  | "Pigskin"                               | 2:41    |
|     |                                         |         |
| 7.  | "Rain"                                  | 3:41    |
|     |                                         |         |
| 8.  | "Kill Everyone"                         | 2:52    |
|     |                                         |         |
| 9.  | "Believe"                               | 4:14    |
|     |                                         |         |
| 10. | "Up in Smoke"                           | 3:39    |
|     |                                         |         |
| 11. | "Outside"                               | 4:43    |
|     | Unabridged Edition:                     |         |
| 12. | "Medicine"                              | 3:26    |
|     |                                         |         |
| 13. | "One More Bottle"                       | 3:40    |
|     |                                         |         |
| 14. | "Delish"                                | 3:08    |
|     | Japanese edition:                       |         |
| 15. | "New Day"                               | 3:50    |
|     |                                         |         |
| 16. | "We Are (J-Dog and Killtron remix)"     | 4:36    |
|     |                                         |         |
| 17. | "Another Way Out (Griffin Boice remix)" | 3:07    |
|     |                                         |         |
| 18. | "I Am"                                  | 3:23    |
|     |                                         |         |
|     |                                         | 1:05:38 |
|     |                                         |         |

## Personel
Hollywood Undead
- Danny (Daniel Murillo) – Wokal, Gitara, Keyboard.
- Charlie Scene (Jordan Terrell) – Rapowanie, Gitara prowadząca, Wokal w tle.
- Funny Man (Dylan Alvarez) – Rapowanie.
- J-Dog (Jorel Decker) – Rapowanie, Gitara, Keyboard, Syntetyzer, Wokal.
- Johnny 3 Tears (George Ragan)- Rapowanie, Gitara basowa, Wokal.
- Da Kurlzz (Matthew St. Claire)- Bębny/Perkusja, Krzyki.

Dodatkowi muzycy
- Daren Pfeifer - Bębny.
- John 5 - Gitara.
- Men

Produkcja
- Griffin Boice – Produkcja, Inżynieria, Miksowanie, Programowanie.
- Danny Lohner - Produkcja.
- S*A*M & Sluggo - Produkcja.

## Pozycje na listach
| Lista                                                 | Najwyższa pozycja |
| ----------------------------------------------------- | ----------------- |
| Kanada (Billboard)                                    | 1                 |
| Stany Zjednoczone (Billboard 200)                     | 2                 |
| Stany Zjednoczone (Top Alternative Albums, Billboard) | 1                 |
| Stany Zjednoczone (Top Rock Albums, (Billboard)       | 1                 |
| Stany Zjednoczone (Top Hard Rock Albums, (Billboard)  | 1                 |